# サンディエゴ海軍基地
座標: 北緯32度40分54秒 西経117度07分20秒 / 北緯32.681556度 西経117.122114度
サンディエゴ海軍基地（サンディエゴかいぐんきち、英語: Naval Base San Diego）は、アメリカ合衆国カリフォルニア州サンディエゴにあるアメリカ海軍の基地であり、太平洋艦隊の主要な母港でもある。基地には13の桟橋があり、面積は全体で約7.79km2 (陸地面積：約6.47km2、水面積：約1.32km2) であり、軍人2万人、民間人6,000人が働いている。

## 所属艦艇
サンディエゴ海軍基地は2018年12月現在、ミサイル巡洋艦8隻、ミサイル駆逐艦14隻、揚陸艦12隻、沿海域戦闘艦11隻、その他8隻の艦艇が母港としている。

### 巡洋艦
- タイコンデロガ級ミサイル巡洋艦
  - バンカー・ヒル (USS Bunker Hill, CG-52)
  - モービル・ベイ (USS Mobile Bay, CG-53)
  - レイク・シャンプレイン (USS Lake Champlain, CG-57)
  - プリンストン (USS Princeton, CG-59)
  - カウペンス (USS Cowpens, CG-63)
  - チョーシン (USS Chosin, CG-65)
  - レイク・エリー (USS Lake Erie, CG-70)
  - ケープ・セント・ジョージ (USS Cape St. George, CG-71)

### 駆逐艦
- アーレイ・バーク級ミサイル駆逐艦
  - ラッセル (USS Russell, DDG-59)
  - ポール・ハミルトン (USS Paul Hamilton, DDG-60)
  - フィッツジェラルド (USS Fitzgerald, DDG-62)
  - ステザム (USS Stethem, DDG-63)
  - ディケーター (USS Decatur, DDG-73)
  - オカーン (USS O'Kane, DDG-77)
  - シャウプ (USS Shoup, DDG-86)
  - プレブル (USS Preble, DDG-88)
  - ピンクニー (USS Pinckney, DDG-91)
  - スタレット (USS Sterett, DDG-104)
  - ストックデール (USS Stockdale, DDG-106)
  - スプルーアンス (USS Spruance, DDG-111)
  - ジョン・フィン (USS John Finn, DDG-113)
- ズムウォルト級ミサイル駆逐艦
  - ズムウォルト (USS Zumwalt, DDG-1000)
  - マイケル・モンスーア (USS Michael Monsoor, DDG-1001)

### 揚陸艦
- アメリカ級強襲揚陸艦
  - トリポリ (USS Tripoli, LHA-7)
- ワスプ級強襲揚陸艦
  - エセックス (USS Essex, LHD-2)
  - ボクサー (USS Boxer, LHD-4)
  - マキン・アイランド (USS Makin Island, LHD-8)
- サン・アントニオ級ドック型輸送揚陸艦
  - アンカレッジ (USS Anchorage, LPD-23)
  - サマセット (USS Somerset, LPD-25)
  - ジョン・P・マーサ  (USS John P. Murtha, LPD-26)
  - ポートランド(USS Portland, LPD-27)
- ホイッドビー・アイランド級ドック型揚陸艦
  - コムストック (USS Comstock, LSD-45)
  - ラシュモア (USS Rushmore, LSD-47)
- ハーパーズ・フェリー級ドック型揚陸艦
  - ハーパーズ・フェリー (USS Harpers Ferry, LSD-49)
  - パール・ハーバー (USS Pearl Harbor, LSD-52)

### 沿海域戦闘艦
- フリーダム級沿海域戦闘艦
  - フリーダム (USS Freedom, LCS-1)
  - フォートワース (USS Fort Worth, LCS-3)
- インディペンデンス級沿海域戦闘艦
  - インディペンデンス (USS Independence, LCS-2)
  - コロナド (USS Coronado, LCS-4)
  - ジャクソン (USS Jackson, LCS-6)
  - モントゴメリー(USS Montgomery, LCS-8)
  - ガブリエル・ギフォーズ(USS Gabrielle Giffords, LCS-10)
  - オマハ (USS Omaha, LCS-12)
  - マンチェスター (USS Manchester, LCS-14)
  - タルサ (USS Tulsa, LCS-16)
  - チャールストン (USS Charleston, LCS-18)

### 掃海艦
- アヴェンジャー級掃海艦
  - チャンピオン (USS Champion, MCM-4)
  - パイオニア (USS Pioneer, MCM-9)
  - アーデント (USS Ardent, MCM-12)

### 補助艦
- ボブ・ホープ級車両貨物輸送艦
  - ボブ・ホープ (USNS Bob hope, T-AKR-300)
- マーシー級病院船
  - マーシー (USNS Marcy, T-AH-19)
- ヘンリー・J・カイザー級給油艦
  - ヘンリー・J・カイザー (USS Henry J. kaiser, T-AO-187)
  - ユーコン (USNS Yukon, T-AO-202)
- ライト級航空兵站支援艦
  - カーチス (SS Curtiss, T-AVB-4)